# Fiat voluntas Dei
Fiat voluntas Dei è un film del 1936 diretto da Amleto Palermi.

## Trama
Un parroco di campagna rimane coinvolto in diverse e curiose situazioni.

## Critica
(Mario Gromo su La Stampa del 7 gennaio 1936)